# Classifica delle compagnie assicuratrici della zona euro per capitalizzazione
Di seguito la classifica delle compagnie assicuratrici più capitalizzate quotate sulle borse valori della zona euro.
Dati espressi in miliardi di Euro, aggiornati il 18 febbraio 2020 e reperiti su Verafinanza.com .
| Rank | Nome                     | Market cap | Paese       |
| 1    | Allianz                  | 98,0       | Germania    |
| 2    | AXA                      | 61,5       | Francia     |
| 3    | Groupama                 | 48,7       | Francia     |
| 4    | Munich Re                | 41,2       | Germania    |
| 5    | Assicurazioni Generali   | 29,5       | Italia      |
| 6    | Hannover Re              | 23,1       | Germania    |
| 7    | Sampo Oyj                | 22,9       | Finlandia   |
| 8    | Talanx AG                | 12,2       | Germania    |
| 9    | NN Group NV              | 12,1       | Paesi Bassi |
| 10   | CNP Assurances           | 11,5       | Francia     |
| 11   | Ageas                    | 10,0       | Belgio      |
| 12   | Aegon                    | 7,7        | Paesi Bassi |
| 13   | UnipolSai                | 7,4        | Italia      |
| 14   | Mapfre                   | 7,3        | Spagna      |
| 15   | Gruppo Unipol            | 3,9        | Italia      |
| 16   | Vienna Insurance         | 3,2        | Austria     |
| 17   | Uniqa Insurance Group    | 3,0        | Austria     |
| 18   | Cattolica Assicurazioni  | 1,2        | Italia      |
| 19   | Nuernberger Beteiligungs | 0,8        | Germania    |